# Union Brescia 2025-2026
Questa voce raccoglie le informazioni riguardanti l'Union Brescia nelle competizioni ufficiali della stagione 2025-2026.

## Stagione
L'Union Brescia nasce il 17 luglio 2025 grazie al cambio di sede e denominazione societaria della Feralpisalò voluta dal presidente Giuseppe Pasini con l'appoggio del Comune di Brescia. All'esordio stagionale, la squadra batte la Dolomiti Bellunesi nel primo turno eliminatorio della Coppa Italia Serie C.

## Divise e sponsor
La prima maglia per la stagione 2025-2026 è blu con inserti bianchi, con una leonessa stilizzata sulla spalla destra. Sul retro del collo è presente una piccola bandiera italiana, sotto la quale campeggia la scritta "Siamo bresciani e siam figli tuoi". Tale maglia è autoprodotta e realizzata da artigiani locali, con al suo interno la scritta "100% fada a mà a Brèsa".
| Casa |

## Organigramma societario
Aggiornato al 18 luglio 2025
Area direttiva
- Presidente: Giuseppe Pasini
- Direttore generale: Stefano Medioli[8]
- Direttore sportivo: Andrea Ferretti
- Club manager: Edoardo Piovani

Area tecnica
- Allenatore: Aimo Diana
- Allenatore in seconda: Emanuele Filippini
- Preparatori atletici: Esteban Anitua, Marco Bresciani
- Preparatore dei portieri: Massimo Di Pasquale
- Match analyst: Marco Pompili
- Match analyst e collaboratore tecnico: Alessandro Belleri

Area sanitaria
- Responsabile sanitario: Elisa Inselvini
- Medici sociali: Diego Insalaco, Giovanni Baccanelli
- Dietologo e nutrizionista: Giuseppe Cucinotta
- Fisioterapisti: Alessandro Musolino, Davide Gelmi

## Rosa
Aggiornata al 12 agosto 2025
| N. |                      | Ruolo | Calciatore                   |
| -- | -------------------- | ----- | ---------------------------- |
| 1  | Italia (bandiera)    | P     | Luca Liverani                |
| 3  | Italia (bandiera)    | D     | Alberto Rizzo                |
| 4  | Danimarca (bandiera) | D     | Frederik Sørensen            |
| 5  | Italia (bandiera)    | D     | Nicola Pasini                |
| 7  | Italia (bandiera)    | A     | Davide Di Molfetta           |
| 8  | Italia (bandiera)    | C     | Davide Balestrero (capitano) |
| 9  | Italia (bandiera)    | A     | Luca Vido                    |
| 11 | Italia (bandiera)    | C     | Andrea Cisco                 |
| 16 | Italia (bandiera)    | C     | Alberto De Francesco         |
| 17 | Italia (bandiera)    | A     | Tommy Maistrello             |
| 18 | Italia (bandiera)    | C     | Vincent De Maria             |
| 19 | Italia (bandiera)    | D     | Alessandro Pilati            |
| 20 | Italia (bandiera)    | C     | Mattia Zennaro               |
| 21 | Italia (bandiera)    | C     | Riccardo Fogliata            |
| 22 | Italia (bandiera)    | P     | Mattia Damioli               |

| N. |                    | Ruolo | Calciatore          |
| -- | ------------------ | ----- | ------------------- |
| 23 | Italia (bandiera)  | A     | Marco Vanzulli      |
| 24 | Albania (bandiera) | D     | Brayan Boci         |
| 27 | Romania (bandiera) | C     | Denis Hergheligiu   |
| 28 | Italia (bandiera)  | D     | Luigi Silvestri     |
| 29 | Italia (bandiera)  | A     | Claudio Santini     |
| 30 | Italia (bandiera)  | C     | Simone Cantamessa   |
| 33 | Italia (bandiera)  | D     | Saer Diop           |
| 44 | Italia (bandiera)  | C     | Davide Guglielmotti |
| 66 | Italia (bandiera)  | P     | Stefano Gori        |
| 73 | Italia (bandiera)  | D     | Edoardo Bergomi     |
| 74 | Italia (bandiera)  | A     | Leonardo Leporini   |
| 77 | Italia (bandiera)  | C     | Filippo Vesentini   |
| 82 | Italia (bandiera)  | D     | Loris Armati        |
| 93 | Italia (bandiera)  | C     | Andrea Franzolini   |
| 97 | Italia (bandiera)  | A     | Denis Cazzadori     |

## Calciomercato

### Sessione estiva (dal 1º/7 al 1º/9)
NB: Per i calciatori rientrati da un prestito vengono intesi quelli di proprietà della Feralpisalò nella scorsa stagione.
| Acquisti | Acquisti            | Acquisti      | Acquisti      |
| R.       | Nome                | da            | Modalità      |
| -------- | ------------------- | ------------- | ------------- |
| P        | Stefano Gori        |               | definitivo    |
| D        | Loris Armati        | Pro Palazzolo | fine prestito |
| D        | Luigi Silvestri     | Cesena        | definitivo    |
| D        | Frederik Sørensen   |               | definitivo    |
| C        | Andrea Cisco        | Südtirol      | definitivo    |
| C        | Simone Cantamessa   | Ospitaletto   | fine prestito |
| C        | Vincent De Maria    | Giana Erminio | definitivo    |
| C        | Riccardo Fogliata   |               | definitivo    |
| C        | Andrea Franzolini   | Legnago       | fine prestito |
| C        | Davide Guglielmotti | Catania       | definitivo    |
| C        | Pietro Santarpia    | Piacenza      | fine prestito |
| A        | Denis Cazzadori     | Verona        | prestito      |
| A        | Jacopo Pellegrini   | Monopoli      | fine prestito |
| A        | Luca Vido           |               | definitivo    |

| Cessioni | Cessioni          | Cessioni    | Cessioni      |
| R.       | Nome              | a           | Modalità      |
| -------- | ----------------- | ----------- | ------------- |
| P        | Enrico Lovato     | Pro Sesto   | prestito      |
| D        | Federico Carraro  |             | svincolato    |
| D        | Gaetano Letizia   | Pescara     | definitivo    |
| D        | Samuele Sina      | Ospitaletto | prestito      |
| C        | Matteo Gualandris | Ospitaletto | definitivo    |
| C        | Mattia Guarneri   | Ospitaletto | definitivo    |
| C        | Mattia Musatti    |             | svincolato    |
| C        | Pietro Santarpia  | Sarnese     | definitivo    |
| A        | Valerio Crespi    | Lazio       | fine prestito |
| A        | Jacopo Pellegrini | Trento      | prestito      |
| A        | Amin Tahiri       |             | svincolato    |

## Risultati

### Coppa Italia Serie C
| Arbitro: | Gasperotti (Rovereto) |

|                            |           |          |
| Maistrello 2’ Fogliata 55’ | Marcatori | 39’ Toçi |

| Carpi 2025, ore CEST Secondo turno eliminatorio | Carpi | – | Union Brescia | Stadio Sandro Cabassi |

## Statistiche

### Statistiche di squadra
- Statistiche aggiornate al 17 agosto 2025

| Competizione         | Punti | In casa | In casa | In casa | In casa | In casa | In casa | In trasferta | In trasferta | In trasferta | In trasferta | In trasferta | In trasferta | Totale | Totale | Totale | Totale | Totale | Totale | DR |
| Competizione         | Punti | G       | V       | N       | P       | Gf      | Gs      | G            | V            | N            | P            | Gf           | Gs           | G      | V      | N      | P      | Gf     | Gs     | DR |
| -------------------- | ----- | ------- | ------- | ------- | ------- | ------- | ------- | ------------ | ------------ | ------------ | ------------ | ------------ | ------------ | ------ | ------ | ------ | ------ | ------ | ------ | -- |
| Serie C              | 0     | 0       | 0       | 0       | 0       | 0       | 0       | 0            | 0            | 0            | 0            | 0            | 0            | 0      | 0      | 0      | 0      | 0      | 0      | 0  |
| Coppa Italia Serie C |       | 1       | 1       | 0       | 0       | 2       | 1       | 0            | 0            | 0            | 0            | 0            | 0            | 1      | 1      | 0      | 0      | 2      | 1      | +1 |
| Totale               |       | 1       | 1       | 0       | 0       | 2       | 1       | 0            | 0            | 0            | 0            | 0            | 0            | 1      | 1      | 0      | 0      | 2      | 1      | +1 |

### Andamento in campionato
| Giornata  | 1 | 2 | 3 | 4 | 5 | 6 | 7 | 8 | 9 | 10 | 11 | 12 | 13 | 14 | 15 | 16 | 17 | 18 | 19 | 20 | 21 | 22 | 23 | 24 | 25 | 26 | 27 | 28 | 29 | 30 | 31 | 32 | 33 | 34 | 35 | 36 | 37 | 38 |
| --------- | - | - | - | - | - | - | - | - | - | -- | -- | -- | -- | -- | -- | -- | -- | -- | -- | -- | -- | -- | -- | -- | -- | -- | -- | -- | -- | -- | -- | -- | -- | -- | -- | -- | -- | -- |
| Luogo     | C | T | C | T | C | C | T | C | T | T  | C  | T  | C  | T  | C  | T  | C  | T  | C  | T  | C  | T  | C  | T  | T  | C  | T  | C  | C  | T  | C  | T  | C  | T  | C  | T  | C  | T  |
| Risultato |   |   |   |   |   |   |   |   |   |    |    |    |    |    |    |    |    |    |    |    |    |    |    |    |    |    |    |    |    |    |    |    |    |    |    |    |    |    |
| Posizione |   |   |   |   |   |   |   |   |   |    |    |    |    |    |    |    |    |    |    |    |    |    |    |    |    |    |    |    |    |    |    |    |    |    |    |    |    |    |

Legenda:

Luogo: C = Casa; T = Trasferta. Risultato: V = Vittoria; N = Pareggio; P = Sconfitta.

### Statistiche dei giocatori
- Statistiche aggiornate al 17 agosto 2025

| Giocatore       | Serie C  | Serie C | Serie C     | Serie C    | Coppa Italia Serie C | Coppa Italia Serie C | Coppa Italia Serie C | Coppa Italia Serie C | Totale   | Totale | Totale      | Totale     |
| Giocatore       | Presenze | Reti    | Ammonizioni | Espulsioni | Presenze             | Reti                 | Ammonizioni          | Espulsioni           | Presenze | Reti   | Ammonizioni | Espulsioni |
| --------------- | -------- | ------- | ----------- | ---------- | -------------------- | -------------------- | -------------------- | -------------------- | -------- | ------ | ----------- | ---------- |
| L. Armati       | 0        | 0       | 0           | 0          | 1                    | 0                    | 0                    | 0                    | 1        | 0      | 0           | 0          |
| D. Balestrero   | 0        | 0       | 0           | 0          | 1                    | 0                    | 0                    | 0                    | 1        | 0      | 0           | 0          |
| E. Bergomi      | 0        | 0       | 0           | 0          | 0                    | 0                    | 0                    | 0                    | 0        | 0      | 0           | 0          |
| B. Boci         | 0        | 0       | 0           | 0          | 0                    | 0                    | 0                    | 0                    | 0        | 0      | 0           | 0          |
| S. Cantamessa   | 0        | 0       | 0           | 0          | 0                    | 0                    | 0                    | 0                    | 0        | 0      | 0           | 0          |
| D. Cazzadori    | 0        | 0       | 0           | 0          | 1                    | 0                    | 1                    | 0                    | 1        | 0      | 1           | 0          |
| A. Cisco        | 0        | 0       | 0           | 0          | 1                    | 0                    | 0                    | 0                    | 1        | 0      | 0           | 0          |
| M. Damioli      | 0        | 0       | 0           | 0          | 0                    | 0                    | 0                    | 0                    | 0        | 0      | 0           | 0          |
| A. De Francesco | 0        | 0       | 0           | 0          | 1                    | 0                    | 0                    | 0                    | 1        | 0      | 0           | 0          |
| V. De Maria     | 0        | 0       | 0           | 0          | 1                    | 0                    | 0                    | 0                    | 1        | 0      | 0           | 0          |
| D. Di Molfetta  | 0        | 0       | 0           | 0          | 1                    | 0                    | 0                    | 0                    | 1        | 0      | 0           | 0          |
| S. Diop         | 0        | 0       | 0           | 0          | 0                    | 0                    | 0                    | 0                    | 0        | 0      | 0           | 0          |
| R. Fogliata     | 0        | 0       | 0           | 0          | 1                    | 1                    | 0                    | 0                    | 1        | 1      | 0           | 0          |
| A. Franzolini   | 0        | 0       | 0           | 0          | 0                    | 0                    | 0                    | 0                    | 0        | 0      | 0           | 0          |
| S. Gori         | 0        | 0       | 0           | 0          | 0                    | 0                    | 0                    | 0                    | 0        | 0      | 0           | 0          |
| D. Guglielmotti | 0        | 0       | 0           | 0          | 0                    | 0                    | 0                    | 0                    | 0        | 0      | 0           | 0          |
| D. Hergheligiu  | 0        | 0       | 0           | 0          | 0                    | 0                    | 0                    | 0                    | 0        | 0      | 0           | 0          |
| L. Leporini     | 0        | 0       | 0           | 0          | 0                    | 0                    | 0                    | 0                    | 0        | 0      | 0           | 0          |
| L. Liverani     | 0        | 0       | 0           | 0          | 1                    | -1                   | 0                    | 0                    | 1        | -1     | 0           | 0          |
| T. Maistrello   | 0        | 0       | 0           | 0          | 1                    | 1                    | 0                    | 0                    | 1        | 1      | 0           | 0          |
| N. Pasini       | 0        | 0       | 0           | 0          | 1                    | 0                    | 0                    | 0                    | 1        | 0      | 0           | 0          |
| A. Pilati       | 0        | 0       | 0           | 0          | 0                    | 0                    | 0                    | 0                    | 0        | 0      | 0           | 0          |
| A. Rizzo        | 0        | 0       | 0           | 0          | 1                    | 0                    | 0                    | 0                    | 1        | 0      | 0           | 0          |
| C. Santini      | 0        | 0       | 0           | 0          | 0                    | 0                    | 0                    | 0                    | 0        | 0      | 0           | 0          |
| L. Silvestri    | 0        | 0       | 0           | 0          | 0                    | 0                    | 0                    | 0                    | 0        | 0      | 0           | 0          |
| F. Sørensen     | 0        | 0       | 0           | 0          | 1                    | 0                    | 0                    | 0                    | 1        | 0      | 0           | 0          |
| M. Vanzulli     | 0        | 0       | 0           | 0          | 0                    | 0                    | 0                    | 0                    | 0        | 0      | 0           | 0          |
| F. Vesentini    | 0        | 0       | 0           | 0          | 0                    | 0                    | 0                    | 0                    | 0        | 0      | 0           | 0          |
| L. Vido         | 0        | 0       | 0           | 0          | 1                    | 0                    | 0                    | 0                    | 1        | 0      | 0           | 0          |
| M. Zennaro      | 0        | 0       | 0           | 0          | 1                    | 0                    | 1                    | 0                    | 1        | 0      | 1           | 0          |

### Fonti
1. ↑   Nasce l'Union Brescia, su unionbrescia.com, 17 luglio 2025. URL consultato il 19 luglio 2025.
2. ↑   Calcio, nasce ufficialmente l’Union Brescia: la presentazione a palazzo Loggia, su rainews.it, 17 luglio 2025. URL consultato il 18 luglio 2025.
3. ↑   È nato Union Brescia, per Pasini e Castelletti «la squadra di tutti», su giornaledibrescia.it, 18 luglio 2025. URL consultato il 18 luglio 2025.
4. ↑   Brescia, prima vittoria al Rigamonti: 2-1 alla Dolomiti Bellunesi, su giornaledibrescia.it, 17 agosto 2025. URL consultato il 18 agosto 2025.
5. ↑   Sapore vintage, senza la «V»: la nuova maglia dell’Union Brescia, su giornaledibrescia.it, 18 luglio 2025. URL consultato il 19 luglio 2025.
6. ↑   Organigramma, su unionbrescia.com. URL consultato il 18 luglio 2025.
7. 1 2   Prima squadra, su unionbrescia.com. URL consultato il 18 luglio 2025.
8. ↑   Nota del Club - Stefano Medioli sarà il direttore generale, su unionbrescia.com, 2 agosto 2025. URL consultato il 2 agosto 2025.
9. ↑   Union Brescia, i numeri di maglia per la stagione 2025/26, su unionbrescia.com, 24 luglio 2025. URL consultato il 24 luglio 2025.
10. ↑   Stefano Gori, comunicato ufficiale, su unionbrescia.com, 12 agosto 2025. URL consultato il 12 agosto 2025.
11. ↑   Comunicato Ufficiale: Luigi Silvestri, su unionbrescia.com, 31 luglio 2025. URL consultato il 31 luglio 2025.
12. ↑   Comunicato Ufficiale: Frederik Sørensen, su unionbrescia.com, 19 luglio 2025. URL consultato il 19 luglio 2025.
13. ↑   Comunicato Ufficiale: Andrea Cisco, su unionbrescia.com, 19 luglio 2025. URL consultato il 19 luglio 2025.
14. ↑   Comunicato Ufficiale: Vincent De Maria, su unionbrescia.com, 19 luglio 2025. URL consultato il 19 luglio 2025.
15. ↑   Comunicato Ufficiale: Riccardo Fogliata, su unionbrescia.com, 1º agosto 2025. URL consultato il 1º agosto 2025.
16. ↑   Comunicato Ufficiale: Davide Guglielmotti, su unionbrescia.com, 19 luglio 2025. URL consultato il 19 luglio 2025.
17. ↑   Comunicato Ufficiale: Denis Cazzadori, su unionbrescia.com, 19 luglio 2025. URL consultato il 19 luglio 2025.
18. ↑   Luca Vido, comunicato ufficiale, su unionbrescia.com, 5 agosto 2025. URL consultato il 5 agosto 2025.
19. ↑   Lovato, Comunicato Ufficiale, su unionbrescia.com, 9 agosto 2025. URL consultato il 9 agosto 2025.
20. ↑   Letizia, Comunicato Ufficiale, su unionbrescia.com, 21 luglio 2025. URL consultato il 21 luglio 2025.
21. ↑   Sina, Comunicato Ufficiale, su unionbrescia.com, 8 agosto 2025. URL consultato l'8 agosto 2025.
22. 1 2   Matteo Gualandris e Mattia Guarneri a titolo definitivo all'A.C. Ospitaletto Franciacorta, su acospitaletto.it, 3 luglio 2025. URL consultato il 3 luglio 2025.
23. ↑   Sarnese, colpo in mediana: ufficiale l’arrivo di Santarpia, su tuttopaganese.it, 13 luglio 2025. URL consultato il 18 luglio 2025.
24. ↑   Jacopo Pellegrini è un nuovo giocatore dell'AC Trento 1921, su actrento.com, 15 luglio 2025. URL consultato il 18 luglio 2025.